# Pavel Kalista
Pavel Kalista (3. dubna 1949 České Budějovice – 30. prosince 2022 tamtéž) byl jihočeský malíř. Maloval a skicoval zejména krajinu Šumavy.

## Život a dílo
Narodil se v Českých Budějovicích 3. dubna 1949. V roce 1970 absolvoval českobudějovickou stavební průmyslovku a nastoupil ke studiu na Akademii výtvarných umění. Při prověrkách byl ale po třech měsících ze studia vyloučen. Pracoval v dělnické profesi u pozemních staveb, obsluhoval meteorologickou stanici na Jaderné elektrárně v Temelíně.
Od dětství jezdil s otcem a starším bratrem Petrem na Šumavu. V Kašperských Horách otec koupil pozemek a rodina postavila u Tuškovské aleje chalupu s výhledem na Hartmanice a Dobrou Vodu. Od malička chodil po šumavské přírodě a kreslil skici. Později podle skic maloval obrazy, zejména barevné pastely. Na jeho obrazech se často objevují motivy hradu Kašperk, Mouřenec, údolí Otavy, řeku Vydru, Roklan, Březník s Luzným i Plešné jezero. V dospělém věku byl na svých toulkách Šumavou doprovázen fotografem Jaroslavem Sýbkem. Jejich společné výstavy obrazů a fotografií nazývané Tiché krajiny bylo možné vidět v Českých Budějovicích, v Sušici i v Kašperských Horách. Jeho lásku k Šumavě převzaly i jeho dcery Lucie a Kateřina. Zemřel v Českých Budějovicích 30. prosince 2022.

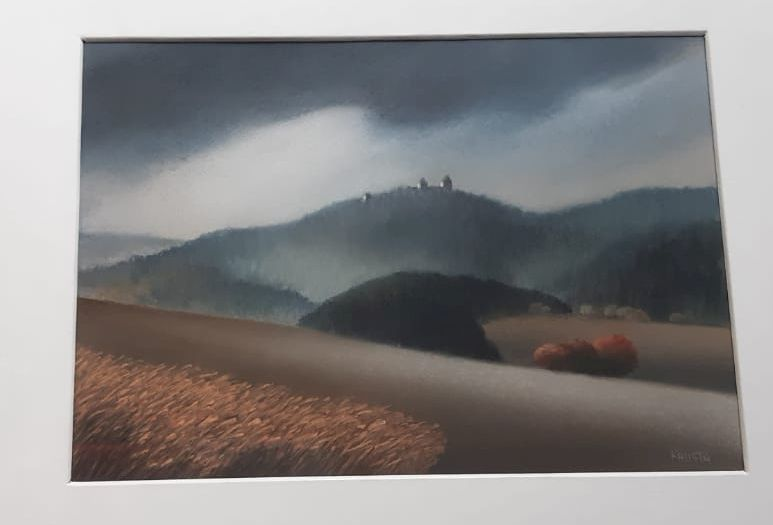
Hrad Kašperk, obraz Pavla Kalisty v Muzeu galerii Šumavy v Kašperských Horách

Jeho dílo je v Muzeu Šumavy v Kašperských Horách a v soukromých sbírkách. Soubor jeho šumavských obrazů je výzdobou Parkhotelu Tosch v Kašperských Horách.

### Výstavy
- 1970 – Obrazy (s Miroslavem Konrádem a J. Synkem), České Budějovice Dům kultury ROH
- 1978 – Výstava obrazů, kreseb a grafiky amatérské výtvarné skupiny Radost, České Budějovice Dům kultury ROH
- 1981 – Setkání v krajině, České Budějovice Galerie na dvorku
- 1982 – Výstava neprofesionálních výtvarníků okresu České Budějovice, Kolín Regionální muzeum
- 1988 – Tichá místa pro radost (s F. Křížkem a J. Sýbkem) , České Budějovice, Galerie na dvorku
- 1991 – Výstava obrazů Pavla Kalisty a Jiřího Ptáka, Oberbank Linec, Rakousko
- 1992 – Výstava moderního umění ( s M. Konrádem a J. Sýbkem), Kašperské Hory Galerie Muzea Šumavy
- 1997 – Obrazy a ilustrace (s Jindrou Čapkem, Jaroslavem Platilem a Přemyslem Vranovským), Kašperské Hory Galerie Muzea Šumavy
- 2014 – Obrazy, České Budějovice Malá galerie štamgastů v Masných krámech
- 2022 – Jihočeská krajina v díle padesáti umělců, Městské muzeum a galerie Vodňany
- 2024 – Obrazy - Odrazy duše Šumavy (obrazy Pavel Kalista, fotografie Petr Moravec), Rudolfov Hornické muzeum a v Muzeu a galerii Šumavy v Kašperských Horách